# 實踐大學
實踐大學，是一間台灣知名的私立大學，該校以服裝設計、建築設計、工業設計、媒體傳達設計等相關科系著稱。前身為1958年3月26日由中華民國第六任副總統謝東閔創立的實踐家政專科學校，校區分設於臺北市中山區、高雄市內門區、苓雅區。

## 學校象徵

### 建校理念

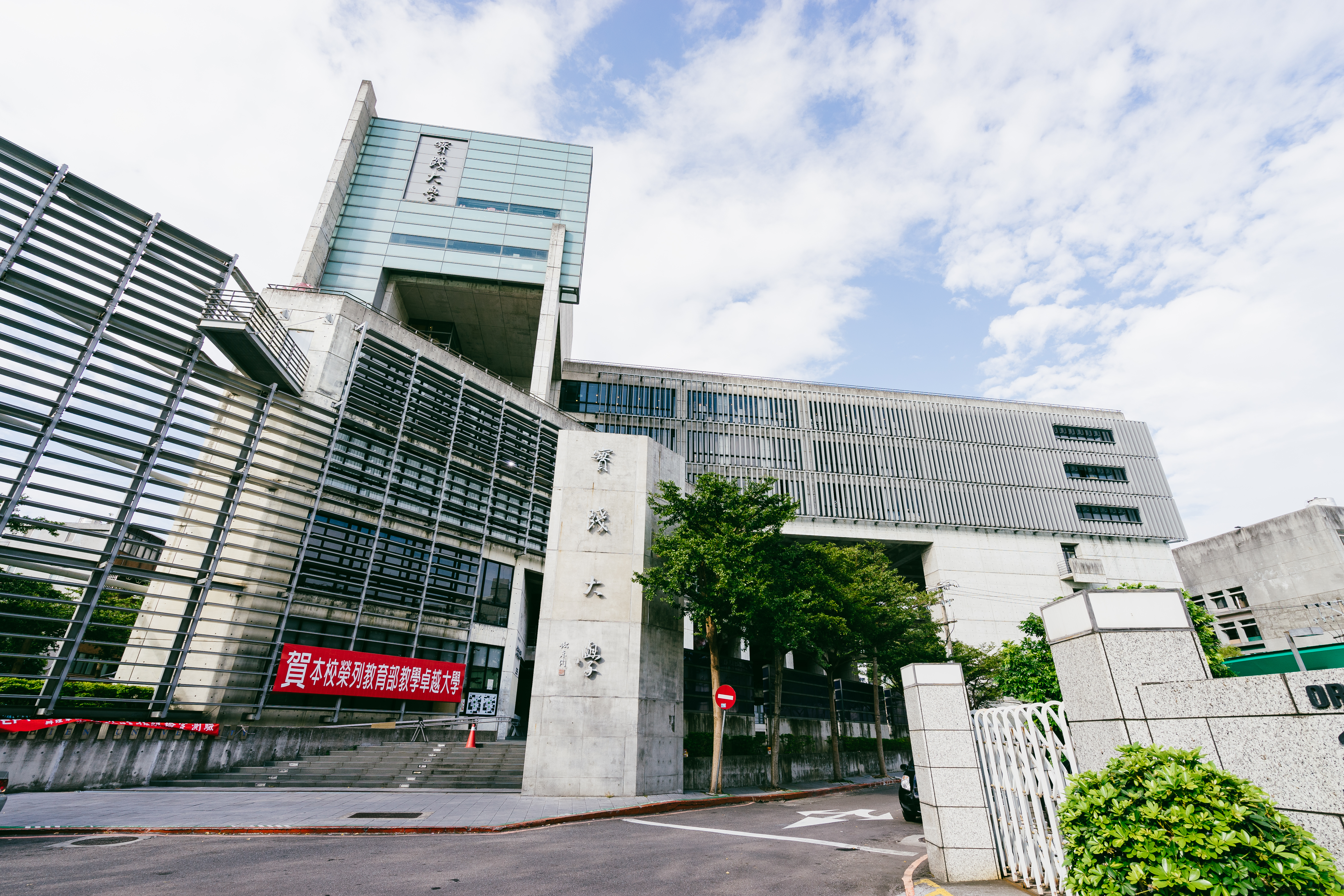
實踐大學東閔紀念大樓（設計學院教學大樓）

該校創辦人謝東閔以「力行實踐，修齊治平」為辦學理念，並認為家庭為國家之本。於是在1958年創辦家政學校，並以「實踐」為名，提倡以研究治理家庭為對象的家政學。在教學研究上強調以實用為導向。該校在草創之初僅有家政科，其後於學院及大學時期，陸續增設管理、設計等領域之科系。該校的教育目標乃希望培養品格陶冶、人文關懷、文化創意、產業需求與國際視野之學生，並以教學型大學為其發展目標。

### 校訓
- 力行實踐，修齊治平。
- 一個觀念，勤勞是快樂的。三個習慣，禮貌、整潔、物歸原處 。

## 歷史

### 專科時期
1958年3月時任台灣省議會副議長的謝東閔籌設實踐家政專科學校。同年9月，實踐家政專科學校成立，僅設有二年制家政科，只招收女生。
1961年改為三年制專科學校，增設服裝設計科、食品營養科。其中，食品營養科為臺灣首創之食品營養相關科系。
1962年成立夜間部，設有家政、服裝設計、會計等三科。
1963年增設日間部會計統計科。
- 1966年，增設日間部事務管理科。

1967年增設兒童保育科、夜間部事務管理科。
1968年9月設立附設幼稚園，以提供家政科學生實習之用。
1969年增設音樂科。
1971年增設美術工藝科，分設產品組與空間組。
1972年謝東閔在二水鄉的故居（該故居原為三合院）成立「私立實踐家政專科學校附設二水家政推廣中心」。謝東閔之母去世，舊居拆除只留下東護龍，並旋轉90度移到現今的位置上。舊居土地之後蓋ㄇ字型大樓。
1973年兒童保育科調整為社會工作科。為全國首創的社會工作科系。
1975年增設企業管理科。
1976年增設銀行保險科。
1977年事務管理科改名秘書事務科。
1979年6月更名為實踐家政經濟專科學校。
1980年增設國際貿易科。
1984年美術工藝科改名應用美術科並分設視覺傳達設計組、室內空間設計組。
1985年9月開始兼收男生。（首屆男生計八百餘人。）
1986年5月開始兼辦五年制專科，設有秘書事務科、國際貿易科，僅招收女生，共五屆。

### 學院時期
1991年8月改制為實踐設計管理學院，專科部停止招生。設有社會工作學系、生活應用科學學系（原家政科）、食品營養學系、企業管理學系、銀行保險學系、國際貿易學系、會計學系、服裝設計學系、室內空間設計學系（原應用美術科室內空間設計組）。
1992年秘書事務科改制為外國語文學系。增設工業產品設計學系、財務金融學系。
1993年增設資訊管理學系。銀行保險學系改名保險學系。
1995年8月成立高雄校區，開始招生，設有二技部國際貿易系、會計技術系。外國語文學系於高雄校區設立分系。於台北校區增設企業管理研究所、三專畢業生在職進修專班。
1996年增設進修部企業管理學系二年制在職專班。

### 大學時期

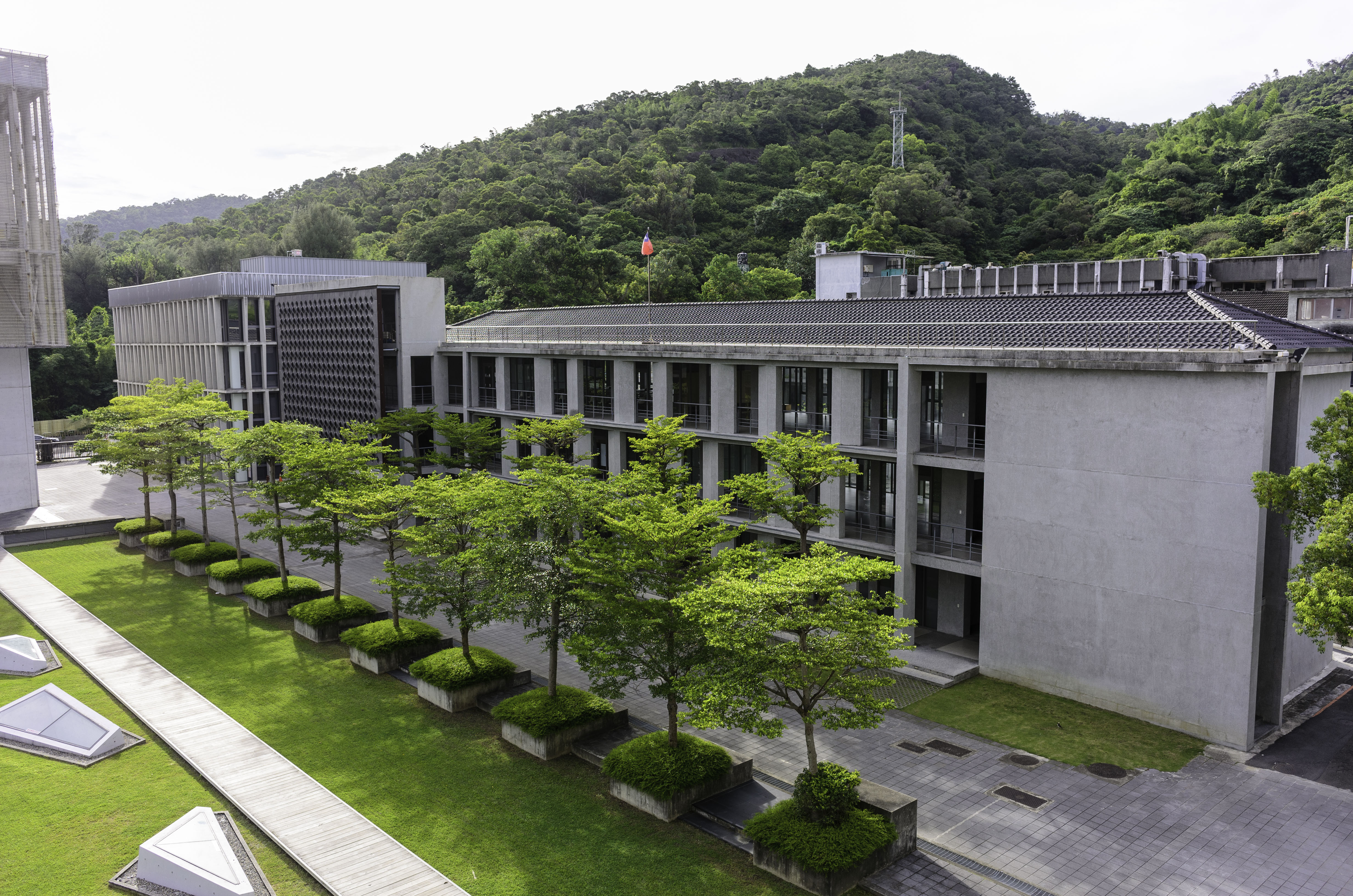
民生學院教學大樓

1997年8月，通過教育部審核改名大學申請，改名為「實踐大學」。分立設計學院、管理學院，增設民生學院。於台北校區增設視覺傳達設計學系，開始執行校園總體規劃計畫，該計畫共分三期15年內完成，包括興建設計學院大樓、體育館、圖書館、民生學院大樓，並改善校園動線設計。於高雄校區成立國際貿易學系大學部；增設服飾經營學系、應用外語學系、二技部資訊管理系；會計技術系改名會計學系。
1998年台北校區與高雄校區之外國語文學系改名應用外語學系。於高雄校區增設觀光事業學系。於台北校區增設工業產品設計研究所。
1999年於高雄校區觀光事業學系改名觀光管理學系。於台北校區增設服裝設計研究所。
2000年8月，台北校區管理學院大樓（L棟）竣工，台北校區增設食品營養研究所；服裝設計研究所成立在職專班；視覺傳達設計學系改名為媒體傳達設計學系。
2001年台北校區增設貿易經營研究所、家庭研究與兒童發展研究所、資訊管理學系二年制在職專班。
2002年高雄校區會計學系改名會計資訊學系，資訊管理系成立大學部。台北校區室內空間設計學系改名為建築設計學系。
2003年2月，台北校區東閔紀念大樓竣工（A棟），台北校區校園總體規劃第一期工程完工。台北校區增設企業管理學系進修學士班。
2004年高雄校區增設休閒產業管理學系、國際企業管理學系、行銷管理學系、資訊模擬與設計學系、資訊科技與通訊學系、金融管理學系。於台北校區，家庭研究與兒童發展研究所增設社會工作組；生活應用科學學系拆分為餐飲管理學系、家庭研究及兒童發展學系；原生活應用科學學系裁撤。食品營養學系及食品營養研究所改名食品營養與保健生技學系、食品營養與保健生技研究所。保險學系改名風險管理與保險學系；貿易經營研究所改名企業創新發展研究所；服裝設計研究所改名為時尚與媒體設計研究所。媒體傳達設計學系增設數位3D動畫設計組與數位遊戲創意設計組之分組。
2005年工業產品設計研究所改名為產品與建築設計研究所。
2006年6月台北校區Info Box展覽空間（B棟，原「美工大樓」）整修完成；家庭研究與兒童發展研究所社會工作組獨立為社會工作學系碩士班；增設資訊管理學系碩士班、財務金融學系碩士班、財務金融與保險研究所碩士班（分設財務金融組、風險管理與保險組）。
2007年10月於高雄校區成立商學與資訊學院、文化與創意學院；增設應用中文學系。應用外語學系高雄校區之分系獨立為應用英語學系。服飾經營學系改名服飾設計與經營學系。於台北校區，8月增設音樂學系碩士班；資訊管理學系改名資訊科技與管理學系；企業創新發展研究所改名企業創新與創業管理研究所。家庭研究與兒童發展研究所及家庭研究與兒童發展學系系所合一。食品營養與保健生技研究所與食品營養與保健生技學系系所合一。產品與建築設計研究所分拆為工業產品設計研究所與建築設計研究所。
2008年高雄校區增設時尚設計與管理學系。台北校區國際貿易學系改名國際經營與貿易學系。
2009年9月台北校區新體育館竣工（M棟）。企業管理學系碩士班增設國際企業管理組（全英語教學）。時尚與媒體設計研究所增設時尚服裝設計組與數位媒體設計組之分組。高雄校區增設應用日文學系；時尚設計與管理學系改名時尚設計學系。
2010年2月台北校區新圖書館竣工（N棟），台北校區校園總體規劃第二期工程完工，同年增設學士後餐飲業經營管理學士學位學程、學士後英語商務學士學位學程。家庭研究與兒童發展學系增設家庭諮商與輔導碩士班、高齡家庭服務事業碩士在職專班。企業創新與創業管理研究所併入企業管理學系為碩士在職專班。財務金融與保險研究所併入財務金融學系為碩士班。
2011年台北校區進修部企業管理學系分設企業管理組、時尚經營管理組之分組；企業管理學系日間部分設企業管理組、國際企業管理組之分組。時尚與媒體設計研究所時尚服裝設計組與數位媒體設計組，各自獨立為服裝設計研究所與媒體傳達設計研究所。
2012年台北校區增設管理學院創意產業博士班；增設學士後音樂相關產業暨樂器維修學士學位學程，為全國首個以樂器維修為主的科系。媒體傳達設計學系之數位遊戲創意設計組，改名創新媒體設計組。
2013年高雄校區會計資訊學系改名會計暨稅務學系。台北校區增設應用外語學系英語溝通碩士班。
2016年高雄校區增設電腦動畫學士學位學程，隸屬商學與資訊學院。實踐大學加入東吳大學發起的大學聯盟「優九聯盟」。
2019年於台北校區，建築設計學系碩士班分設建築設計組、空間創作組。停招應用外語學系英語溝通碩士班、風險管理與保險學系進修學士班、會計學系進修學士班。企業管理學系進修學士班新增服務業管理組之分組。
2020年於台北校區，管理學院國際企業英語學士學位學程改名國際企業英語學士學位學程、管理學院國際企業英語碩士學位學程改名國際企業英語碩士學位學程。增設智慧服務管理英語學士學位學程。
2023年於台北校區，增設法律學系。

### 歷任首長

#### 歷任董事長
- 謝東閔（實踐家政專科學校創辦人）
- 郭國銓（首任董事長）
- 謝敏初
- 謝孟雄

#### 歷任校長
- 謝東閔（實踐家政專科學校創辦人）
- 謝孟雄
- 林澄枝
- 謝孟雄
- 方錫經
- 謝孟雄
- 張光正
- 謝宗興
- 陳振貴
- 丁斌首

## 校園環境

### 臺北校區

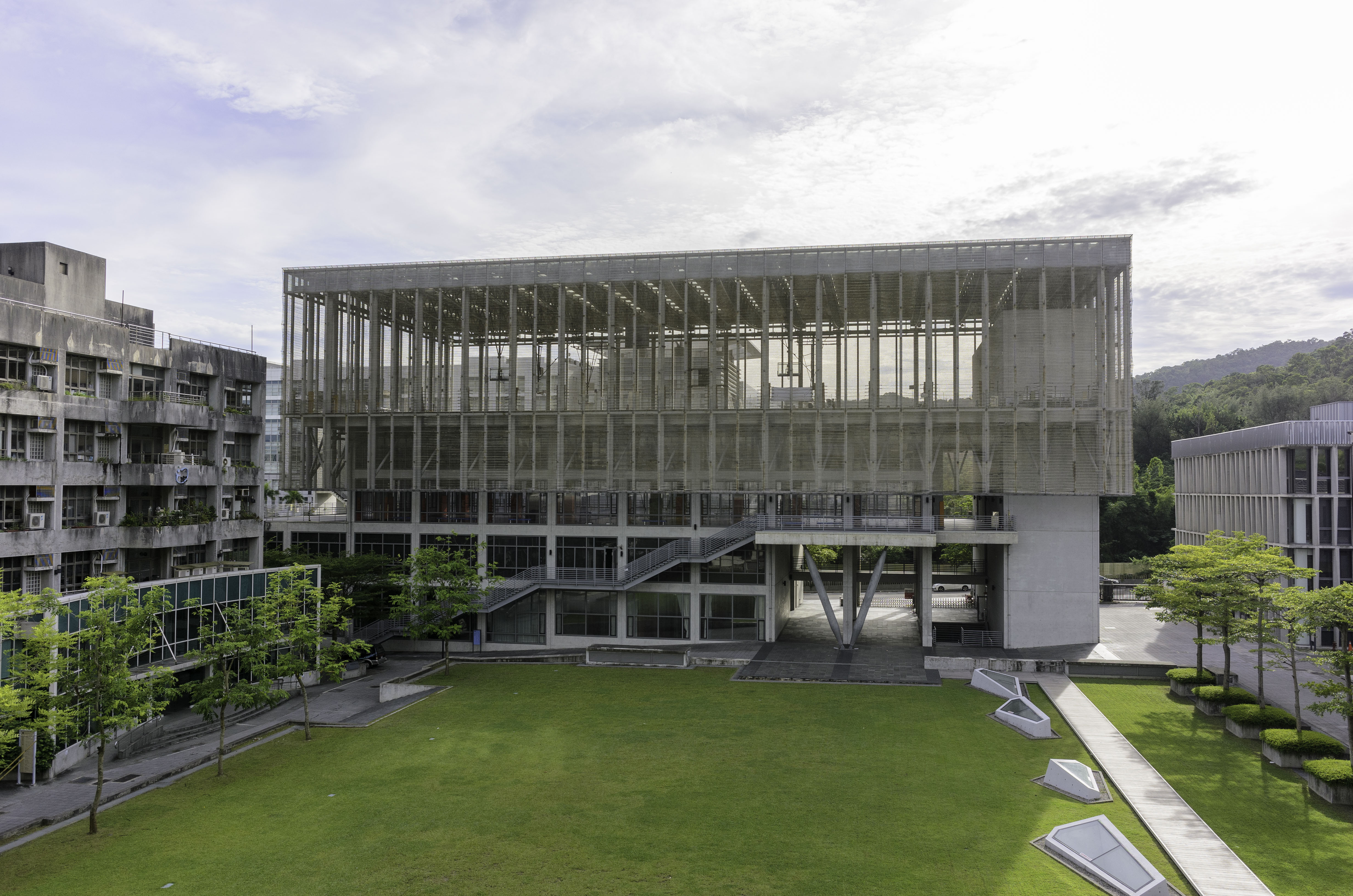
實踐大學台北校區體育館

台北校區鄰近台北捷運文山內湖線大直站，清水建築工法為升格大學後台北校區新建建築之特色。此外，台北校區中所有建築物均不使用瓷磚作為建材，因而使用清水混凝土、斬石子、洗石子、鋼骨、玻璃、金屬等材料構成校園內建築基調。
台北校區東閔紀念大樓、圖資大樓、體育館為主要使用清水混凝土為材料的建築，均由台灣知名建築師姚仁喜設計。圖資大樓室內空間由台灣知名建築師陳瑞憲規劃設計。東閔紀念大樓曾於2003年獲得遠東建築獎校園建築特別獎，圖資大樓與體育館於2012年時獲得第十一屆台北市都市景觀大獎首獎。

### 高雄校區
高雄校區位於高雄市內門區鄰近旗山老街，另有推廣教育部教學中心位於苓雅區。校區內主要建築及規劃由建築師呂理煌設計，強調符合地理、氣候及人文環境的在地化建築，成為地景共生的最佳示範。其中學生活動中心及其附屬建築獲得台灣《建築師》雜誌評選1998年年度建築師佳作獎。

## 學術單位

### 臺北校區
| 民生學院 | 餐飲管理學系 餐飲產業創新碩士班                                          | 社會工作學系暨碩士班           | 音樂學系暨碩士班             | 法律學系 |
| 民生學院 | 家庭研究與兒童發展學系 家庭諮商與輔導碩士班 高齡家庭服務事業碩士在職專班 | 食品營養與保健生技學系暨碩士班 | 智慧服務管理英語學士學位學程 |          |

| 設計學院 | 服裝設計學系暨碩士班、碩士在職專班                       | 建築設計學系 碩士班建築設計組 碩士班空間創作組 | 工業產品設計學系暨碩士班、碩士在職專班 |
| 設計學院 | 媒體傳達設計學系暨碩士班 創意媒體設計組 數位3D動畫設計組 |                                                |                                        |

| 管理學院 | 企業管理學系暨碩士班、碩士在職專班 進修學士班企業管理組 進修學士班時尚經營管理組 進修學士班服務業管理組 | 資訊科技與管理學系暨碩士班、碩士在職專班          | 財務金融學系暨碩士班   |
| 管理學院 | 風險管理與保險學系                                                                                      | 國際經營與貿易學系                                | 會計學系               |
| 管理學院 | 應用外語學系                                                                                            | 國際企業英語學士學位學程 國際企業英語碩士學位學程 | 管理學院創意產業博士班 |

### 高雄校區
| 商學與資訊學院 | 會計暨稅務學系 | 國際企業管理學系   | 金融管理學系 |
| 商學與資訊學院 | 資訊管理學系   | 資訊科技與通訊學系 |              |

| 文化與創意學院 | 服飾設計與經營學系 | 時尚設計學系                     | 應用英語學系                     |
| 文化與創意學院 | 觀光管理學系       | 休閒產業管理學系（含原住民專班） | 學士後時尚設計與管理學士學位學程 |

| 電腦動畫學院(籌備中) | 資訊模擬與設計學系 | 電腦動畫學士學位學程 | 視覺特效學士學位學程 |

### 研究單位
| 民生學院 | 早期療育專業發展中心 | 老人生活保健研究中心 |

| 設計學院 | 設計心理工作室 |

| 管理學院 | 亞洲金融研究中心 |

### 附屬教育設施
| 附屬教育設施 | 實踐大學附設臺北市私立幼兒園 |

## 行政單位

### 臺北校區
| 行政單位 | 教務處 註冊課務一組 入學服務一中心 教學發展一中心      | 學生事務處 生活輔導一組 課外活動指導一組 衛生保健一組 職涯發展暨校友服務一組 諮商輔導一中心 軍訓室 |
| 行政單位 | 總務處 事務一組 營繕一組 出納組 保管組 文書組 環安組   | 研究發展處 校務發展組 學術推廣一組 產學服務組                                                      |
| 行政單位 | 國際事務處 國際交流組 兩岸交流組 境外生輔導組 華語中心 | 推廣教育部 推廣企劃組 創新育成中心                                                                 |
| 行政單位 | 圖書館                                                 | 圖書暨資訊處 採編暨出版組 典閱組 資訊服務一組 系統一組                                             |
| 行政單位 | 博雅學部(臺北校區) 語言一中心 體育一室                 | 秘書室                                                                                             |
| 行政單位 | 人力資源處                                             | 財務處                                                                                             |

### 高雄校區
| 行政單位 | 教務處 註冊課務二組 入學服務二中心 教學發展二中心                                     | 總務處 事務二組 營繕二組                            |
| 行政單位 | 學生事務處 生活輔導二組 課外活動指導二組 諮商輔導二中心 職涯發展暨校友服務二組 軍訓室 | 推廣教育部高雄中心 推廣企劃組 行政管理組 校企產業組 |
| 行政單位 | 圖書館（高雄分館）                                                                    | 圖書暨資訊處 行政二組 系統二組 網路二組             |
| 行政單位 | 博雅學部（高雄校區） 體育二室 語言二中心                                              | 研究發展處 學術推廣二組                             |
| 行政單位 | 秘書室                                                                                | 人力資源室                                          |
| 行政單位 | 會計室                                                                                |                                                     |

## 榮譽
QS世界大學排名
2020年，<<Art&Design領域>> 世界101-150名 
Ranker--The 30 Best Design Schools in the World
2019年，榮獲第27名，臺灣唯一入榜最佳設計學院 
《遠見雜誌》「台灣最佳大學排行榜」
2020年，<<文法商領域>>大學排名第8

## 學生活動

### 社團
臺北校區
- 實踐大學學生會
- 畢聯會
- 親善服務隊
- 鼓藝代表隊
- 相信戲劇社
- 吉他社
- 熱門音樂社
- 熱舞社
- 魔術社
- 烹調社
- 珈琲社
- 韓流MV熱舞社
- 故事酒屋社
- 雜耍社
- 實踐團契
- 基信少成團
- 新心服務社
- 生命活泉社
- 山輔社(山區平地原住民兒童輔導社)
- 基層文化服務社
- 慈青社
- 春暉社
- 晨暘社
- 大圓滿社
- 華語學伴社
- 攝影社
- 動畫漫畫研究社
- 桌遊社
- 天文社
- 微電影社
- 資訊研習社
- Innovation 創
- 發燒音響社
- 綠野登山社 Green Field Mountaineering Club
- 棒球社
- 羽球社
- 排球社
- 薪傳社
- 視訊直播社
- 蘭友會
- 僑外生聯誼會

高雄校區
- 實踐大學高雄校區學生會
- 高雄校區畢聯會
- 親善服務代表隊
- 僑外生服務社
- 陸生聯合社
- 射箭社
- 直排輪社
- 羽球社
- 劍道社
- 宋江陣民俗技藝社
- 跆拳道社
- 桌球社
- 棒球社
- 絮音管弦樂社
- 嘻哈文化研究社
- 康輔社
- 熱舞社
- 熱音社
- 光舞社
- 吉他社
- 桌上遊戲研究社
- 薪傳社
- 航空攝影社
- 視訊直播社
- App創作設計社
- 日語配音社
- 籃球社
- 玉屑詩社
- 信望愛社
- 真理活泉社
- 紫錐花熱血青年活動社
- 流浪動物關懷社
- 崇德志工社
- 天翼動漫社

## 姊妹學校
亞洲地區姊妹校67所 
歐洲地區姊妹校46所 
美洲地區姊妹校36所 
非洲地區姊妹校2所 
大洋洲區姊妹校6所 
大陸地區姊妹校47所 
- 日本文化学園大学 (Bunka Gakuen University)
- 香港理工大學 (The Hong Kong Polytechnic University)
- 芬蘭薩依瑪理工大學 （Saimaa University of Applied Sciences, Finland）
- 荷蘭漢沙大學（Hanze University Groningen, Applied Sciences, the Netherlands）
- 德國福茲堡大學（Fachhochschule Wurzburg-Schweinfurt, University of Applied Sciences, Germany）
- 英國諾桑比亞大學（Northumbria University, UK）
- 英國坎布里亞大學（University of Cumbria, UK）
- 加拿大昆特蘭理工大學（Kwantlen Polytechnic University, Canada）
- 美國威斯康星大學河瀑分校 （University of Wisconsin-River Falls, USA）
- 美國達拉斯浸信會大學（Dallas Baptist University, USA ）
- 澳洲墨爾本皇家理工大學（RMIT University, Australia）
- 紐西蘭Unitec科技大學（Unitec Institute of Technology, New Zealand）

## 相關人物

### 教師
- 黃則修：臺灣地區二戰戰後攝影界著名人物，曾任新聞記者。
- 顏水龍：臺灣藝術家及工藝研究者，於其最後一段教學生涯任教於該校美工科，並建立該科之教學系統及實作工場制度[8]。
- 曲家瑞：實踐大學媒體傳達設計學系助理教授，有「麻辣女教授」之稱號，也是各大電視綜藝與談話性節目常客。
- 蔡亦竹：實踐大學應用日文學系助理教授，日本民俗學與文化人類學者。代表著作為《表裏日本》及《風雲京都》等，有「中二教授」之稱號。
- 蔡裕明：實踐大學會計暨稅務學系副教授，戰略與安全研究學者。代表著作為《致命貿易》與台灣安全的拱心石等。
- 呂以榮：德國海德堡大學老人學研究所博士、實踐大學家兒系與社工系助理教授。曾譯《研究方法與設計》等經典著作。
- 李毓清:應用外語系助理教授、私立東吳大學日本語文學系博士。任教科目:餐飲日文、觀光日語(一)(二)、初級日語(一)(二)、第二外語(1)(2)日文。專長領域:日語會話、日語文法、日本語。

### 知名校友
- 蔡　敏：籍貫湖北雲夢大山鄉人，出生地於台灣台北市，臺灣三大女高音之一。
- 蔡　琴：台灣歌手，同時活躍於廣播、歌舞劇等領域。
- 姚黛瑋：臺灣女歌手、演員
- 洪瑞襄：臺北市出身，擁有客家人血統，臺灣女演員
- 高明偉：台灣男藝人，演出過多部電視劇、舞台劇及廣告。
- 光頭哥哥：台灣知名YouTuber
- 詹仁雄：綜藝節目製作人
- 侯昌明：台灣男藝人，為電視節目、電台主持人。
- 王曉書：台灣聽障模特兒、電視節目主持人、手語主播、業餘作家、手語翻譯員
- 陳信宏：藝名阿信（英文：Ashin），臺灣樂團五月天的主唱
- 林若亞：台灣模特兒、女演員。
- 陳亮哲：台灣男藝人。
- 韓宜邦：藝名Junior，是台灣節目主持人、演員。
- 丁文琪：台灣歌手、演員。
- 柯佳嬿：台灣女演員
- 解婕翎：前藝名愛希，台灣女藝人。
- 蔡函岑：藝名寒，台灣女演員。
- 趙孟姿：台灣模特兒、女藝人，凱渥名模。
- 賴亭君：台灣模特兒。
- 陳瑀希：藝名小茉莉，台灣桃園市人，是一名外拍的模特兒和新生代女藝人。
- 孟耿如：台灣新生代女演員
- 張語噥：2014年超級偶像9冠軍、 女子團體Twinko主唱 、台灣女歌手
- 陳俊傑：暱稱光頭哥哥，2018年起因多支影片爆紅而成為YouTuber，同時也為Twitch平台實況主。
- 廉傑克曼：本名張廉傑，YouTube頻道上班不要看成員，同時也是樂團七月半 Sevenfat之鼓手。
- 閻宗玉：台灣二人女子重唱組合「南方二重唱」女歌手。
- 林明樺：台灣二人女子重唱組合「南方二重唱」女歌手。
- 馬嘉伶：台灣台中人，日本大型女子偶像團體AKB48首位非日本人出身的成員。
- 鍾瑶：台灣女演員
- 官鴻：台灣男演員，現活躍於中國大陸，知名影視作品有流星花園 (2018年電視劇)、別那麼驕傲、別那麼驕傲2、成化十四年、月半愛麗絲
- 湯毓綺：藝名9m88，台灣創作音樂人，實踐大學服設系。
- 江宥儀：小江、John Yuyi，台灣知名視覺藝術家，實踐大學服設系。
- 李芳：藝名：李芳/Hana，台灣女藝人、女舞者，中華職棒樂天桃猿Rakuten Girls成員。
- 朱軒洋：台灣男演員，實踐大學服設系。
- 廖科溢：臺灣男性電視節目主持人，曾任寰宇新聞二台主播、亞洲衛星電視專任節目主持人、香港《Life我的生活空間雜誌》客座專欄作家，實踐大學服設系（進修學士班）。
- 陳柏文：台灣男演員
- 李哲言：臺灣男團Ozone成員，實踐大學國際企業系

## 腳注
1. ↑  Active AWS Academy Member Institutions
2. ↑  The Editorial Committee of School History. . 1998  [2012-07-21]. （原始内容存档于2020-05-06）.
3. ↑  . 實踐校訊42期. 實踐大學. 2004-01-29  [2010-02-28]. （原始内容存档于2015-12-22） （中文）.
4. ↑  .   [2013-06-13]. （原始内容存档于2012-11-21）.
5. ↑  . 國立台南藝術大學藝術創作理論研究所. 國立台南藝術大學. 2004-01-29  [2010-02-28]. （原始内容存档于2010-03-26） （中文）.
6. ↑  . QS topuniversities.   [2020-10-24]. （原始内容存档于2020-10-27） （英语）.
7. ↑  . Ranker.   [2020-10-24]. （原始内容存档于2020-11-29） （英语）.
8. ↑  . slyen.org.   [2017-02-06] （英国英语）.[]

## 歷年日間部師生比及新生註冊率
- 110學年度日間部學生人數10997，專任老師人數324，日間部師生比33.94（學生數/老師數）。[1]

- 112學年度新生註冊率67.66%。
- 113學年度新生註冊率77.35%。

## 外部連結
- 實踐大學（页面存档备份，存于）
- 實踐大學 台北教學中心（页面存档备份，存于）
  - 實踐大學 台北教學中心的Facebook專頁
- 實踐大學 高雄校區（页面存档备份，存于）
  - 實踐大學 高雄校區的Facebook專頁
- 實踐大學  高雄教學中心 （页面存档备份，存于）
  - 實踐大學  高雄教學中心的Facebook專頁
- Shih Chien University
- 實踐大學 Linkedin Group